# De gouden sikkel
De gouden sikkel is het achtste stripverhaal uit de Rode Ridder-reeks. Het werd geschreven door Willy Vandersteen en getekend door Willy Vandersteen, Karel Verschuere en Eduard De Rop.

## Het verhaal
Als het noodweer Johan overvalt gaat hij schuilen bij enkele boeren. Hij verschaft zichzelf toegang, maar ontdekt dat de vrouw kostbare kleren wegstopt in een koffer. In veronderstelling dat deze mensen dieven zouden zijn, wacht hij af en bedreigt de man, die probeer zijn reistas te doorzoeken. De man maakt duidelijk dat hij en zijn vrouw geen dieven zijn. Ze verplegen een gewonde ridder, die Johan een opdracht toekent. Hij moet ridder Rolf van Herzele zoeken. Terwijl Johan op pad gaat, vindt hij de gewonde Dolf, maar wordt hij door leden van de gouden sikkel gevangengenomen. Rolf kon vluchten. Hier wordt hij ter dood veroordeeld. Terwijl Johan zijn dood vreesde, gebeurde er iets onverwachts. Het meisje, dat hij het leven gered had, eist hem op als zijn slaaf.
De veroordeling wordt dus niet uitgevoerd. Ondertussen is Rolf al aangekomen in de burcht van heer Gawain. Omdat er gevreesd wordt voor de dood van Gawains dochter, wordt de hulp ingeroepen van nog twee andere ridders: Reyhold en Kunard. In het kamp van de gouden sikkel is Johan ondertussen aan het werk gesteld als slaaf. Na een gevecht met Gildor, de toekomstige echtgenote van Karin, legt Johan de nood van de situatie uit en beslissen ze om een ontsnappingspoging op te starten. Dit lukt en Johan neemt afscheid van Gildor en Karin. Hij voegt zich bij de ridders, die hun leven wagen om Hilde te beschermen. De volgende dag is de verjaardag van Hilde. Alle ridders zijn nu op hun hoede voor mogelijk gevaar.
Nadat de ridders hun wachtrondes beginnen, vindt Johan Reyhold bewusteloos op de grond. Johan vreest al het ergste. In de ridderzaal vindt hij Thoran, die Hilde gegijzeld houdt en uiteindelijk niet zo blijkt te heten. Hij is immers Nabor, de broer van Thoran. Johan vecht met Nabor. Die laatste wordt uiteindelijk gedood doordat Thoran Johan zijn sikkel werpt, maar die raakt Nabor dodelijk in het hoofd. Thoran sneuvelt uiteindelijk ook, doordat hij op het zwaard van Johan inloopt. Hilde is veilig en Johan vertrekt op andere avonturen.